# 第70自動車化狙撃師団 (ロシア陸軍)
第70自動車化狙撃師団（だい70じどうしゃかそげきしだん、ロシア語: 70-я мотострелковая дивизия）は、ロシア陸軍の師団。第18諸兵科連合軍隷下。

## 概要

### ロシアのウクライナ侵攻
2023年8月、ロシアのウクライナ侵攻の影響に伴い、動員兵を基幹にクリミア共和国で創設された。

#### 南部・ドニエプル川戦線
2023年9月、南部ヘルソン州ヘルソン地区に配備され、クリンキ方面に展開したが、10月に第26連隊のイゴール・メシュコフ連隊長が戦死し、11月には第17戦車連隊のスタニスラフ・クリューキン大隊長が酩酊した団員に射殺される悲劇が起きた（死後に勇敢勲章受章）。

## 編制
- 師団司令部（クリミア共和国）
- 第24自動車化狙撃連隊
- 第26自動車化狙撃連隊
- 第28自動車化狙撃連隊
- 第17戦車連隊
- 第81自走砲連隊
- 第186独立偵察大隊